# Mark B
El Medium Mark B va ser un tanc britànic de la Primera Guerra Mundial desenvolupat com a successor del Whippet, però no va resultar el que s'esperava i la producció es va cancel·lar al final de la guerra.

## Història
L'enginyer Tinent Walter G. Wilson i el magnat Sir William Tritton van cooperar el 1915 per desenvolupar el Mark I, el primer tanc del món. No obstant això, quan en Tritton va decidir construir el Medium Mark A "Whippet", en Wilson va sortir del projecte. El Medium A va ser dissenyat pel cap d'enginyers d'en Tritton, en William Rigby.
El Whippet va ser un disseny amb èxit i comprovat que era efectiu però van trobar que hi havia problemes amb les cadenes, una direcció complexa i la suspensió unsprung. En Wilson, ara com a director, va decidir que havia de realitzar un tanc millor: el 'Medium Tank Mark B'. Probablement va començar a dibuixar-lo el juliol de 1917. El Director Philip Johnson de la Central Tank Workshops es va impressionar quan li van mostrar la maqueta en fusta durant la visita a la Gran Bretanya a finals de 1917. El prototip va ser construït per la firma de Tritton, la Metropolitan Carriage and Waggon Company, i va ser acabat el setembre de 1918.